# Gymnobela chyta
Gymnobela chyta is een slakkensoort uit de familie van de Raphitomidae. De wetenschappelijke naam van de soort is voor het eerst geldig gepubliceerd in 1881 door Watson.